# Keltic Lodge
Keltic Lodge est un hôtel de villégiature situé dans le village d'Ingonish, Nouvelle-Écosse au Canada, sur la côte nord-est de l'île du Cap-Breton.